# Vitis cinerea
Vitis cinerea är en vinväxtart som beskrevs av Georg George Engelmann och Pierre Marie Alexis Millardet. Vitis cinerea ingår i släktet vinsläktet, och familjen vinväxter.

## Underarter
Arten delas in i följande underarter:
- V. c. baileyana
- V. c. floridana
- V. c. helleri
- V. c. tomentosa